# Théodore Turrettini
Théodore-Edouard-Bénédict Turrettini (Genève, 27 april 1845 – aldaar, 7 oktober 1916) was een Zwitsers ingenieur en politicus.

## Biografie

### Afkomst en opleiding
Théodore Turrettini was een zoon van Alphonse-Théodore Albert, die bankier was, en van Marie-Anne-Charlotte Rigaud. Hij was een neef van William Turrettini en van Auguste Turrettini. Hij was gehuwd met Catherine-Marguerite Favre, een dochter van Alphonse Favre, en was alzo schoonbroer van Léopold Favre. In 1867 behaalde hij zijn ingenieursdiploma aan de Federale Polytechnische Hogeschool van Lausanne. In het Zwitserse leger bekleedde hij de rand van kolonel bij de artillerie.

### Carrière

#### Ingenieur

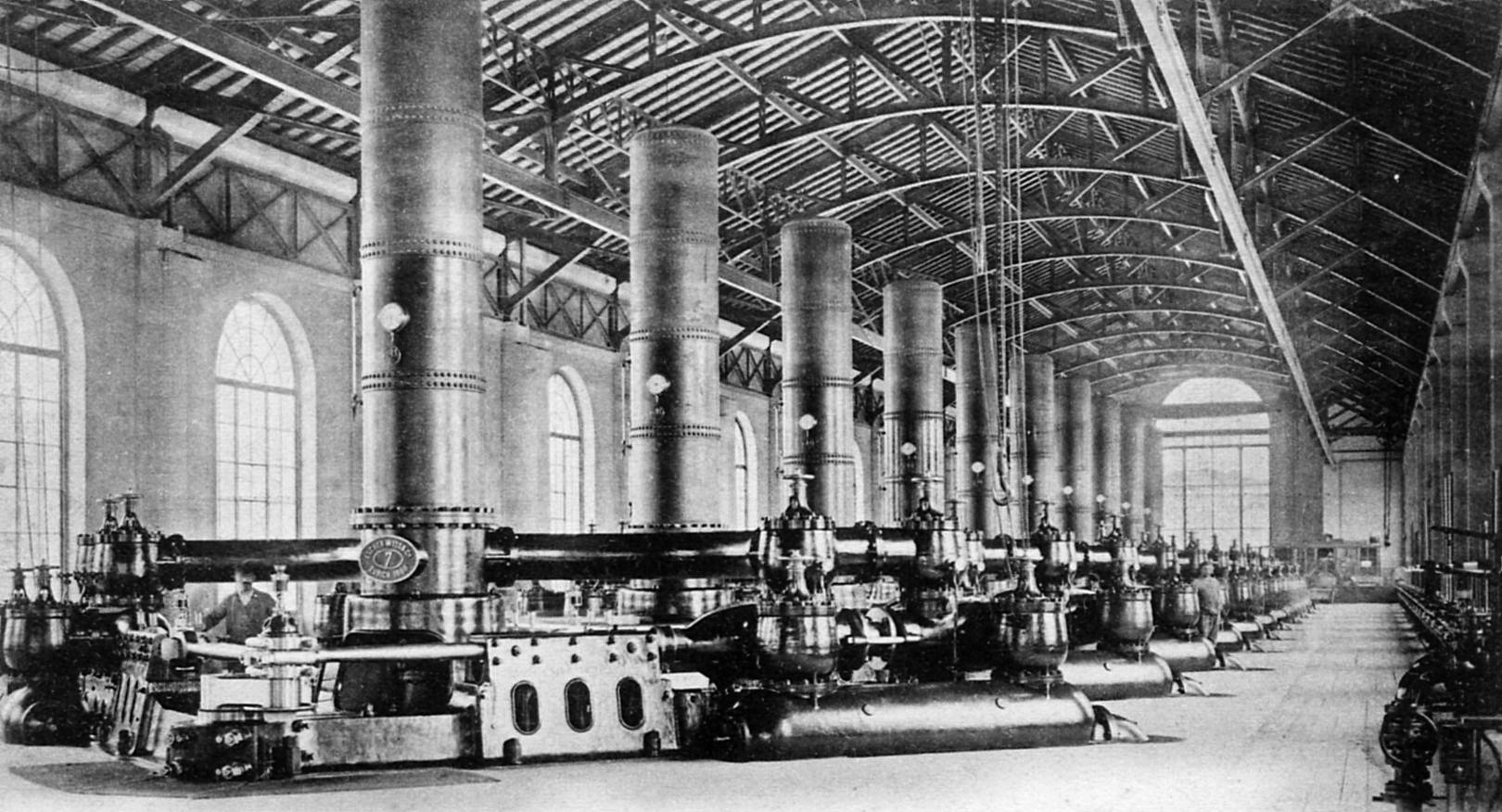
Het interieur van de Coulouvrenière-waterkrachtcentrale in Genève.

Turrettini was aanvankelijk aan de slag in het bedrijfsleven, eerst in Frankfurt am Main en later bij Siemens AG in Berlijn. Later vertoefde hij in de wetenschappelijke middens in Parijs. In 1870 werd hij directeur van de Société genevoise d'instruments de physique, een functie die hij zou vervullen tot aan zijn overlijden in 1916. Onder zijn leiding begon deze in 1860 opgerichte onderneming met het vervaardigen van industriële machines. Hij ontwikkelde met name koelmachines en prospecteerde met succes de energiedistributiesector, die toen in volle expansie was. Onder zijn leiding werd tussen 1883 en 1886 de Coulouvrenière-waterkrachtcentrale gebouwd.
Hij verwierf een internationale vermaardheid op het gebied van energiedistributie vanuit centrale stations, wat hem in 1891 een positie opleverde in de International Niagara Commission, die de beste specialisten samenbracht met het oog op het installeren van een elektriciteitscentrale nabij de Niagara-watervallen. Door deze ervaring bouwde hij van 1893 tot 1896 de waterkrachtcentrale van Chèvres (18.000 pk).

#### Politicus
In 1882 werd Turrettini verkozen in de gemeenteraad van Genève, waar hij zetelde tot 1910. Hij zetelde in het stadsbestuur van 1882 tot 1902 en in de Grote Raad van Genève van 1901 tot 1906. Van 5 juni 1906 tot 3 december 1911 zetelde hij in de Nationale Raad. Hij was voorzitter van de nationale tentoonstelling in Genève in 1906.

## Onderscheidingen
- Doctor honoris causa aan de Universiteit van Genève (1911).

## Nagedachtenis

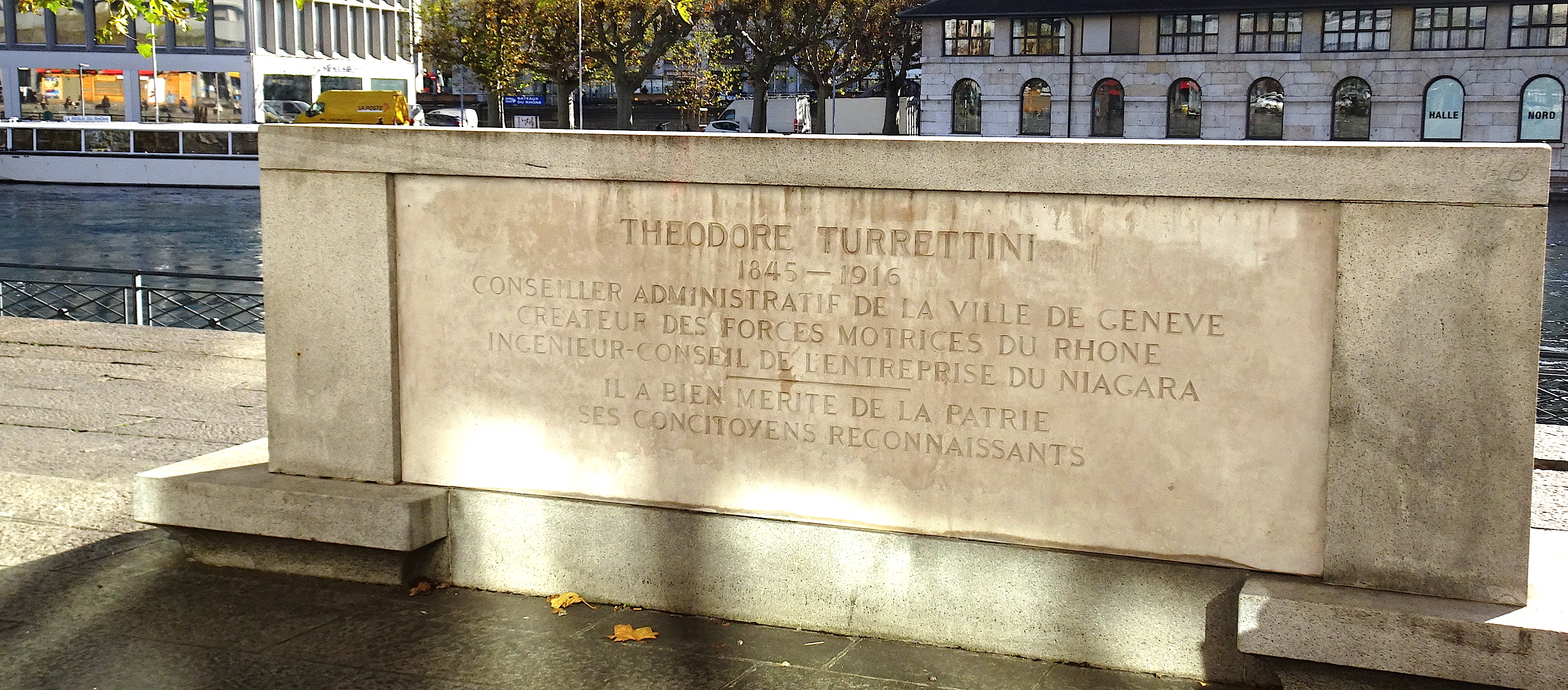
Monument voor Théodore Turrettini aan de Quai Turrettini in Genève.

Nabij de Coulouvrenière-waterkrachtcentrale in Genève werd een kaai naar hem genoemd, de Quai Turrettini. Aldaar werd ook een monument opgericht.
- Base de données des élites suisses: 55817
- Gemeinsame Normdatei: 123982871
- Historisch woordenboek van Zwitserland: 003896
- International Standard Name Identifier: 0000 0003 9860 6037
- Réseau des bibliothèques de Suisse occidentale: 02-A023066071
- Zwitserse Bondsvergadering: 3457
- Union List of Artist Names: 500258347
- Virtual International Authority File: 231367055
- WorldCat: E39PBJqFKh8fp8k3wc8vc8fcyd